# Leichtathletik-Europameisterschaften 1946/200 m der Männer

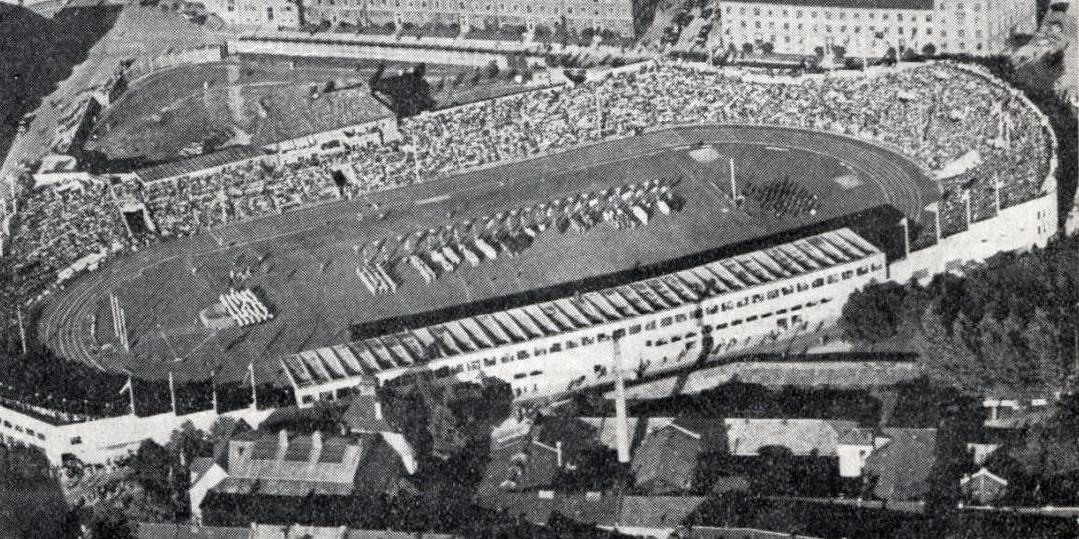
Das Bislett-Stadion in Oslo kurz nach den Europameisterschaften

Der 200-Meter-Lauf der Männer bei den Leichtathletik-Europameisterschaften 1946 wurde am 24. August 1946 im Bislett-Stadion der norwegischen Hauptstadt Oslo ausgetragen.
Europameister wurde Nikolai Karakulow aus der Sowjetunion. Seine zweite Silbermedaille nach dem 100-Meter-Lauf gewann der Norweger Haakon Tranberg. Bronze ging an den Tschechoslowaken Jiří David.

## Bestehende Rekorde
| Weltrekord, gerade Bahn   | 20,3 s – gelaufen über 220 yds = 201,168 m | Jesse Owens        | Ann Arbor, USA                    | 25. Mai 1935       |
| Weltrekord, volle Kurve   | 20,7 s                                     | Jesse Owens        | Finale OS Berlin, Deutsches Reich | 5. August 1936     |
| Europarekord, gerade Bahn | 20,9 s                                     | Helmut Körnig      | Berlin, Deutsches Reich           | 19. August 1928    |
| Europarekord, volle Kurve | 21,0 s                                     | Helmut Körnig      | Bochum, Deutsches Reich           | 26. August 1928    |
| Europarekord, volle Kurve | 21,0 s                                     | József Kovács      | Budapest, Ungarn                  | 15. Oktober 1933 a |
| Europarekord, volle Kurve | 21,0 s                                     | Jakob Scheuring    | Stuttgart, Deutsches Reich        | 30. August 1941    |
| Europarekord, volle Kurve | 21,0 s                                     | Harald Mellerowicz | Krakow, Deutsches Reich           | 20. September 1942 |
| Meisterschaftsrekord      | 21,2 s                                     | Martinus Osendarp  | EM Paris, Frankreich              | 4. September 1938  |

Anmerkungen:
- Im 200-Meter-Lauf unterschied der Weltleichtathletikverband (früher "IAAF") erst ab 1951 zwischen Rekorden auf gerader Bahn und mit voller Kurve, deshalb sind oben beide Varianten aufgeführt.[3]

- Bei den Europarekorden ist aufgrund der in den Quellen mit aufgeführten Leistungen für die geraden Bahnen nicht ganz eindeutig, ob alle für die volle Kurve oben aufgelisteten Zeiten den offiziellen Kriterien entsprachen.
- a Die Zeit des József Kovács wurde nie in die Listen des Weltleichtathletikverbands übernommen.[2]

Der bestehende EM-Rekord wurde bei diesen Europameisterschaften nicht erreicht. Die schnellste Zeit erzielte der sowjetische Europameister Nikolai Karakulow mit 21,6 s im Finale am 24. August.

## Durchführung
Der gesamte Wettbewerb wurde an einem Tag abgewickelt. Die Vorläufe (17.20 Uhr), Halbfinals (18.20 Uhr) und das Finale (19.20 Uhr) fanden am 24. August 1946 statt.

## Vorrunde
24. August 1946, 17.20 Uhr
Die Vorrunde wurde in vier Läufen durchgeführt. Die ersten drei Athleten pro Lauf – hellblau unterlegt – qualifizierten sich für das Halbfinale.

### Vorlauf 1
| Platz | Name              | Nation      | Zeit (s) |
| ----- | ----------------- | ----------- | -------- |
| 1     | Nikolai Karakulow | Sowjetunion | 21,9     |
| 2     | Stig Danielsson   | Schweden    | 21,9     |
| 3     | Carlo Monti       | Italien     | 22,3     |
| 4     | Gabe Scholten     | Niederlande | 22,4     |
| 5     | Roman Sienicki    | Polen       | 22,6     |

### Vorlauf 2
| Platz | Name                  | Nation           | Zeit (s) |
| ----- | --------------------- | ---------------- | -------- |
| 1     | Jiří David            | Tschechoslowakei | 22,3     |
| 2     | Finnbjörn Þorvaldsson | Island           | 22,4     |
| 3     | Chris van Osta        | Niederlande      | 22,5     |
| 4     | Gerhard Fehrm         | Schweden         | 22,7     |
| 5     | Vanes Montanari       | Italien          | 23,1     |

### Vorlauf 3
| Platz | Name             | Nation         | Zeit (s) |
| ----- | ---------------- | -------------- | -------- |
| 1     | Julien Lebas     | Frankreich     | 22,2     |
| 2     | Jack Archer      | Großbritannien | 22,2     |
| 3     | Fernand Bourgaux | Belgien        | 22,7     |
| 4     | Børge Stougaard  | Dänemark       | 22.8     |
| 5     | Egon Solymossy   | Ungarn         | 23,1     |
| 6     | Marko Račič      | Jugoslawien    | 23,6     |

### Vorlauf 4
| Platz | Name              | Nation           | Zeit (s) |
| ----- | ----------------- | ---------------- | -------- |
| 1     | Haakon Tranberg   | Norwegen         | 22,1     |
| 2     | Agathon Lepève    | Frankreich       | 22,3     |
| 3     | Mirko Paráček     | Tschechoslowakei | 22,5     |
| 4     | François Braekman | Belgien          | 22,6     |
| 5     | Józef Rutkowski   | Polen            | 22,8     |
| 6     | Robert Roach      | Großbritannien   | 23,1     |

## Halbfinale
24. August 1946, 18.20 Uhr
In den beiden Halbfinalläufen qualifizierten sich die jeweils ersten drei Athleten – hellblau unterlegt – für das Finale.

### Lauf 1

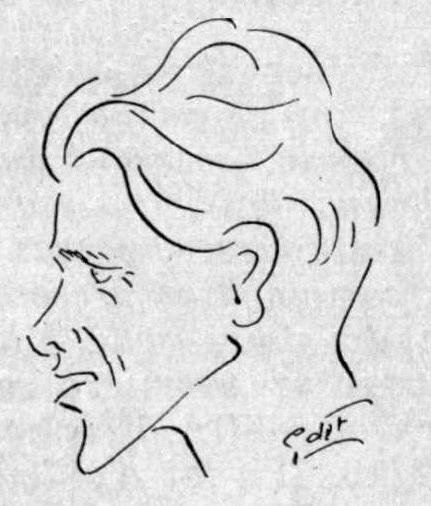
Agathon Lepève (hier in einem Cartoon) schied als Vierter des ersten Halbfinals aus
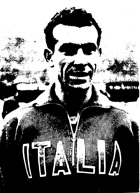
Im Gegensatz zum 100-Meter-Lauf schaffte es Carlo Monti über 200 Meter mit Rang fünf im zweiten Semifinale nicht ins Finale

| Platz | Name              | Nation           | Zeit (s) |
| ----- | ----------------- | ---------------- | -------- |
| 1     | Jack Archer       | Großbritannien   | 22,0     |
| 2     | Jiří David        | Tschechoslowakei | 22,1     |
| 3     | Nikolai Karakulow | Sowjetunion      | 22,1     |
| 4     | Agathon Lepève    | Frankreich       | 22,2     |
| 5     | Mirko Paráček     | Tschechoslowakei | 22,7     |
| DNS   | Chris van Osta    | Niederlande      |          |

### Lauf 2
| Platz | Name                  | Nation     | Zeit (s) |
| ----- | --------------------- | ---------- | -------- |
| 1     | Stig Danielsson       | Schweden   | 22,0     |
| 2     | Haakon Tranberg       | Norwegen   | 22,1     |
| 3     | Julien Lebas          | Frankreich | 22,2     |
| 4     | Fernand Bourgaux      | Belgien    | 22,2     |
| 5     | Carlo Monti           | Italien    | 22,3     |
| 6     | Finnbjörn Þorvaldsson | Island     | 22,3     |

## Finale

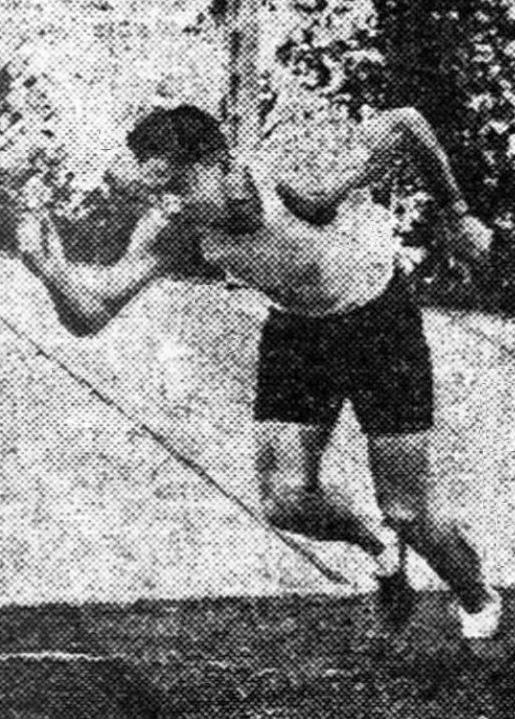
Julien Lebas belegte im Finale Rang fünf

24. August 1946, 19.20 Uhr
| Platz | Name              | Nation           | Zeit (s) |
| ----- | ----------------- | ---------------- | -------- |
| 1     | Nikolai Karakulow | Sowjetunion      | 21,6     |
| 2     | Haakon Tranberg   | Norwegen         | 21,7     |
| 3     | Jiří David        | Tschechoslowakei | 21,8     |
| 4     | Stig Danielsson   | Schweden         | 21,9     |
| 5     | Julien Lebas      | Frankreich       | 22,0     |
| 6     | Jack Archer       | Großbritannien   | 22,0     |